# منجبي أسخم
منجبي أسخم (الاسم العلمي: Cercocebus atys) (بالإنجليزية: Sooty mangabey)‏ هو نوع من الحيوانات يتبع جنس السعدان المنجبي أبيض الحواجب من فصيلة سعادين العالم القديم.